# Megalodicopia hians
Megalodicopia hians även kallad rovmanteldjur, är en sjöpungsart som beskrevs av Asajiro Oka 1918. Megalodicopia hians ingår i släktet Megalodicopia och familjen Octacnemidae. Inga underarter finns listade i Catalogue of Life.
Arten kan till sitt utseende och levnadssätt beskrivas som en blandning av en manet och en venus flugfälla.